# Betta dimidiata
Betta dimidiata es una especie de pez de la familia Osphronemidae. Habita en Borneo, 

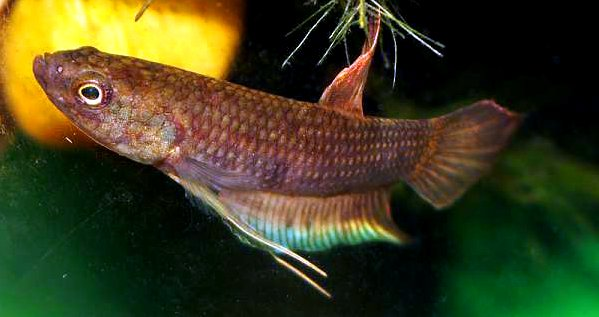

Kalimantan y Indonesia.
- Wikimedia Commons alberga una categoría multimedia sobre Betta dimidiata.

- Datos: Q832277
- Multimedia: Betta dimidiata / Q832277
- Especies: Betta dimidiata